# Object access method
Object access method ist eine Zugriffsart in z/OS, die entwickelt wurde, um eine große Anzahl von Dateien (max. 256 MB), wie z. B. medizinische Bilder, zu speichern. OAM ist optionaler Bestandteil von DFSMS.
Unterschiede zu VSAM sind z. B:
- OAM-Datasets haben keine feste Satzstruktur; sie sind reine byte streams.
- OAM-Dataset werden nicht direkt katalogisiert, sondern werden in OAM-Sammlungen gespeichert, welche wiederum katalogisiert werden. Dadurch soll die Anzahl der Einträge im Katalog klein gehalten und ein Überlauf des Katalogs verhindert werden.

OAM kann in Verbindung mit DB2 verwendet werden.